# Waginella metacrinicola
Waginella metacrinicola is een kreeftachtigensoort uit de familie van de Synagogidae. De wetenschappelijke naam van de soort is voor het eerst geldig gepubliceerd in 1926 door Okada.